# Annemarie Grewel
Annemarie Grewel (Amsterdam, 13 juni 1935 – aldaar, 27 februari 1998) was een Nederlandse politica, pedagoog en wetenschapper. Ze stond bekend als een non-conformistische lesbienne. Ze trad op als voorzitster van PvdA-congressen en VPRO-discussieavonden in Frascati. Ze heeft vele bestuursfuncties bekleed (onder andere bij de NOS en de Nederlandse Vereniging voor Seksuele Hervorming). Vanaf 1982 tot aan haar overlijden schreef Grewel columns voor de De Groene Amsterdammer. Van 1986 tot 1998 was ze gemeenteraadslid in Amsterdam, wat ze vanaf 1995 combineerde met het lidmaatschap van de Eerste Kamer. In 1989 is Grewel benoemd tot Officier in de Orde van Oranje-Nassau.

## Jeugd
Annemarie Grewel werd in 1935 in Amsterdam geboren, als dochter van Joodse ouders: Sophia (Fiete) Wessel (1902-1975) en Frits Grewel (1898-1973). Ze had een oudere broer Charles (1932-1984). Het gezin was in goeden doen, woonde op de Willemsparkweg in Amsterdam-Zuid en had een kennissenkring van kunstenaars en intellectuelen, zoals bijvoorbeeld Carel Willink. "Een elitair gezin van geassimileerde joden," in de woorden van Annemarie Grewel zelf; een "bohémien gezin," aldus Denijs. Fiete werkte voor haar huwelijk in Parijs als bibliothecaresse bij de Bibliothèque nationale de France. Frits Grewel werkte als neuroloog in het Wilhelmina Gasthuis.
Het gezin overleefde met veel moeilijkheden de Tweede Wereldoorlog - Annemarie was bijvoorbeeld in de hongerwinter behoorlijk ziek -, maar dat gold niet voor veel familieleden. Kort na de oorlog stond Connie de Vries bij het gezin Grewel op de stoep. Zij was de dochter van Marianne Oostra, de tweede vrouw van Fietes vader Wessel Wessel. Ze was - op de broer van Fiete na - de enige overlevende van de familie van die kant. Connie, haar moeder en Wessel waren gedeporteerd naar Bergen-Belsen. Wessel stierf in 1944 in het kamp. Connie en haar moeder keerden terug, maar Connies moeder stierf op de terugreis in de trein aan vlektyfus. Connie was op dat moment vijftien jaar oud en kwam bij de Grewels in huis wonen. Van de ene dag op de andere had Annemarie er een vijf jaar oudere pleegzus bij, de stiefzuster van haar moeder. Later bleek ook Connies vader omgekomen te zijn in een Japans interneringskamp in Nederlands-Indië.
Annemarie ging vanaf de derde klas naar het Amsterdams Lyceum. Ze had daarvoor op een andere school gezeten, waar ze vanaf was gestuurd. Ze deed eindexamen gymnasium α.
De relatie tussen Annemarie en haar moeder was niet goed. Haar moeder had woedeaanvallen en werd wel als 'hysterisch' beschreven. Charles, haar broer, was het favoriete kind van haar moeder. Ook tussen haar vader en moeder boterde het niet. In 1956 scheidden ze. Annemarie bleef daarna nog twee jaar bij haar moeder wonen; niet voor haar plezier. Ze nam haar moeder niet serieus. Tegen Mies Bouhuys, die ze bij het studententoneel leerde kennen zei ze: 'Ik heb je toch gezegd dat ze gek is.' Toen ze eenmaal het huis uit was moest ze eerst een borrel nemen voordat ze haar moeder opzocht. Maar zelfs dat hielp op een gegeven moment niet meer. Toen ging Annemarie maar helemaal niet meer bij haar moeder op bezoek.
Alhoewel Annemarie als volwassene haar ouders in een column ooit als 'monsters' betitelde was haar relatie met haar vader goed en was ze 'een echt vaderskindje'. Ze leek in uiterlijk en in gevoel voor humor op hem, en ook in haar studiekeuze identificeert ze zich met hem.

## Studietijd en carrière aan het Pedagogisch Didactisch Instituut (PDI)
Na haar middelbare school ging Annemarie Grewel pedagogiek studeren aan de Universiteit van Amsterdam. Ze studeerde af in 1963. Ze twijfelde aanvankelijk tussen "medicijnen" en pedagogiek, maar vond zichzelf te lui voor medicijnen: 'De colleges van medicijnen begonnen om acht uur 's ochtends, die van pedagogiek om half tien." Ze studeerde bij Willy Stellwag, die haar - net als haar vader - stimuleerde om door te gaan in de wetenschap. Annemarie zelf had niet veel belangstelling voor het vak; maar wat ze dan wel wilde, wist ze eigenlijk niet. In 1958 begon ze daarom als kandidaat-assistent aan het PDI. Toen ze in 1963 afstudeerde werd ze assistent, en later wetenschappelijk medewerker. In het begin van de jaren zeventig promoveerde ze tot hoofdmedewerker. Ze bleef in dienst tot 1987. Ze publiceerde, in de dertig jaar dat ze aan het instituut werkte, niet over haar vak. Niet alleen publiceerde ze niets, verschillende bronnen gaven aan dat ze eigenlijk niets deed op het werk. "Ze kwam halverwege de ochtend en ging om vier uur weer weg. Ze heeft vrijwel nooit iets gedaan," vertelde oud-collega Harrie Hamers.

## Voorzitter van Nederland
Zo weinig als Grewel zich bij de pedagogiek betrokken voelde, zo enthousiast stortte ze zich in de gemeentelijke politiek en zo graag liet ze zich verkiezen als voorzitter van de Universiteitsraad. In 1975 werd ze door de fractie "Progressief Personeel" in die raad voorgedragen als voorzitter. Ondanks het feit dat conservatieve leden van de raad tegen waren, werd ze verkozen en kon ze "kamer 1" van het Maagdenhuis betrekken. Het werk als voorzitter ging haar heel goed af. Ze bleef tot 1981 de Universiteitsraad voorzitten. Maar ook bij andere bijeenkomsten trad ze als voorzitter op, zoals bij het 'Grand Gala van de Emancipatie' dat in 1978 door de VPRO werd uitgezonden. Na afloop van deze entree op de Nederlandse televisie werd ze door een journalist de "voorzitter van Nederland" genoemd. Vanaf 1981 ging ze ook de congressen van de PvdA voorzitten. Ze ging door voor een natuurtalent met vanzelfsprekend gezag. Ook haar humor hielp. Jeltje van Nieuwenhoven, die van 1998 tot 2002 voorzitter van de Tweede Kamer was, betitelt Grewel als supervoorzitter, waar ze veel van leerde.
In de jaren 80 was Grewel paar jaar voorzitter van de NVSH, lid van de Emancipatieraad en bestuurslid van de NOS.

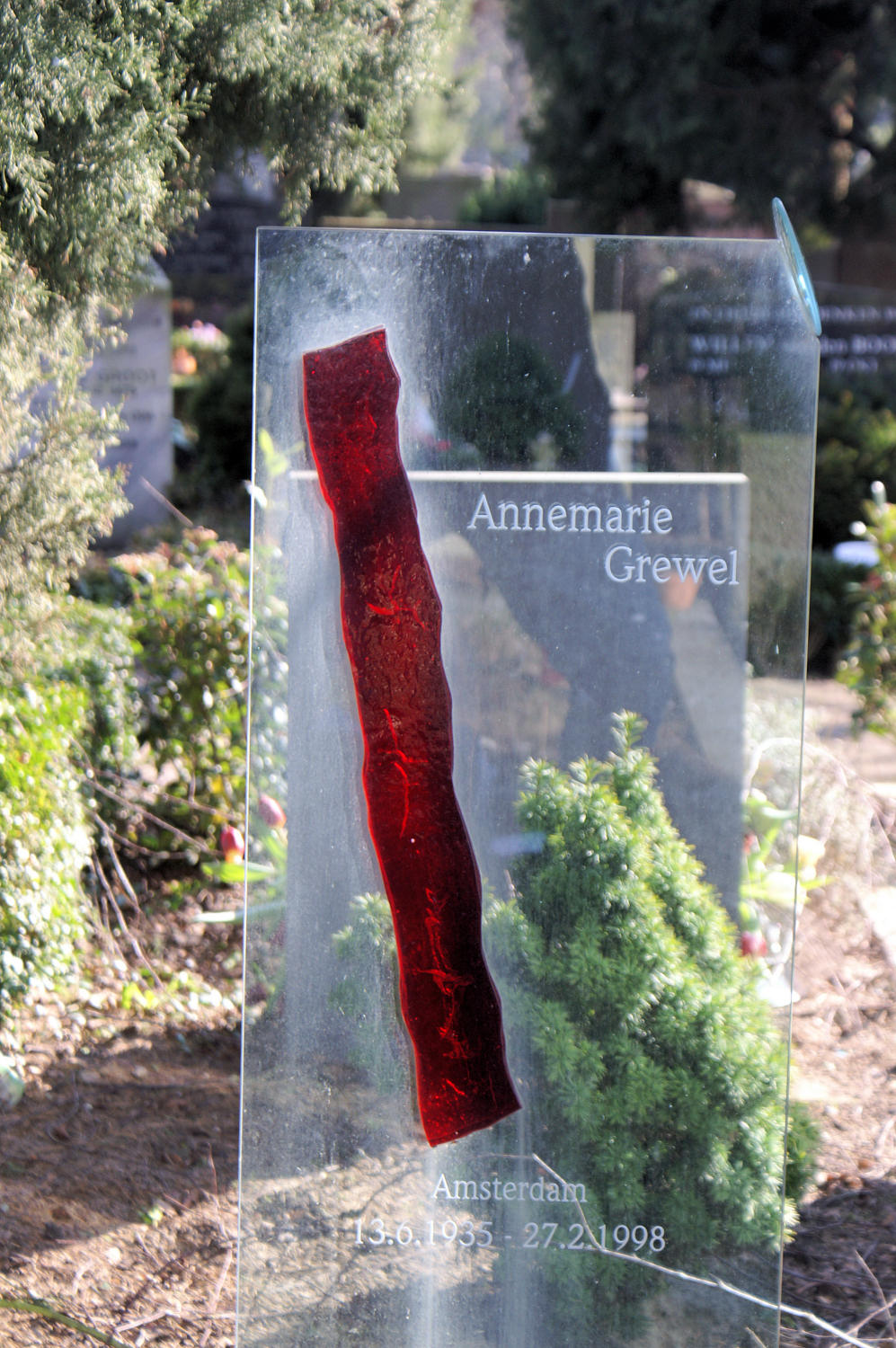
Graf van Annemarie Grewel op Zorgvlied

## Politiek
Grewel was dus al jaren lid van de Partij van de Arbeid. In 1983 stelde ze zich kandidaat voor het burgmeesterschap van Amsterdam. Naar eigen zeggen werd ze gediscrimineerd in de procedure. “Toch ben ik behoorlijk ver gekomen. Wat toen door allerlei mensen gesnierd is over de schande van een ongetrouwde, lesbische burgemeester!” aldus Grewel.
Van 1986 tot 1998 zat ze voor de PvdA in de gemeenteraad van Amsterdam. In 1986 stelde zij in de Amsterdamse gemeenteraad voor om alle boeken van Willem Frederik Hermans uit de bibliotheken van Amsterdam te verwijderen, omdat de schrijver door zijn bezoek aan Zuid-Afrika de boycot tegen dit land zou hebben geschonden.
Een week na haar overlijden waren er op 4 maart 1998 gemeenteraadsverkiezing. Grewel stond op nummer 8 van de PvdA-kandidatenlijst in Amsterdam. Ze kreeg postuum 2.633 voorkeurstemmen.
Vanaf 1995 was Grewel lid van de Eerste Kamer. Ze was woordvoerder binnenlandse zaken en cultuur en tevens tweede ondervoorzitter (en daarmee als eerste vrouw lid van het presidium van de Eerste Kamer).

## Privé
Grewel leefde tien jaar samen met de Nederlandse actrice Nelly Frijda. Hoewel Grewel bekend stond als lesbisch, heeft Annemarie ook meerdere mannelijke partners gehad.
De laatste jaren van haar leven had ze kanker. Grewel was heel open over haar ziekte, maar accepteerde het naderend einde op zijn minst moeilijk. Een week voor haar overlijden schreef ze nog in haar column "Ik ben wat minder mobiel, maar omdat ik zo'n positiva ben, denk ik dat dit van voorbijgaande aard is. Onzin dus, maar zo houd ik de moed erin." Dat bleek ook wel uit het feit dat ze noch bij de Eerste Kamer noch bij De Groene Amsterdammer afscheid nam. Bij die laatste stond 'Annemarie Grewel is volgende week terug' op de plaats van haar column. Ze had gezegd dat ze (kort) naar het ziekenhuis moest. Ze is begraven in een rode kist op begraafplaats Zorgvlied.
Na haar dood verscheen in 2000 het toneelstuk Grewel van de lesbische theatergroep Mevrouw Jansen. Aan de hand van oude beelden werd in 2004 een zelfportret uitgezonden; "Ik stá altijd" genaamd. Gemaakt door Maud Keus, een vriendin van Grewel. In 2008 kwam een portret (biografie) van Annemarie Grewel uit, geschreven door Annemiek Onstenk.
- Biografisch Portaal: 24956234
- Gemeinsame Normdatei: 136037909
- International Standard Name Identifier: 0000 0000 5558 5860
- Library of Congress Control Number: no2008164784
- Nederlandse Thesaurus van Auteursnamen: 069490155
- Parlement.com: vg09llptfcwm
- Virtual International Authority File: 58907864
- WorldCat: E39PBJfmmFfyFdrFfGkYrmfyVC